# Messua tridentata
Messua tridentata là một loài nhện trong họ Salticidae.
Loài này thuộc chi Messua. Messua tridentata được Frederick Octavius Pickard-Cambridge miêu tả năm 1901.